# MGM-31 Pershing
Pour les articles homonymes, voir Pershing.
Le MGM-31 Pershing est un ancien missile balistique à carburant solide utilisé principalement par l'armée de terre des États-Unis. Il a été conçu par Martin Marietta pour remplacer le missile PGM-11 Redstone en tant qu'arme de courte portée pendant la guerre froide. Son nom lui a été donné en l'honneur du général américain John Pershing.

## Description

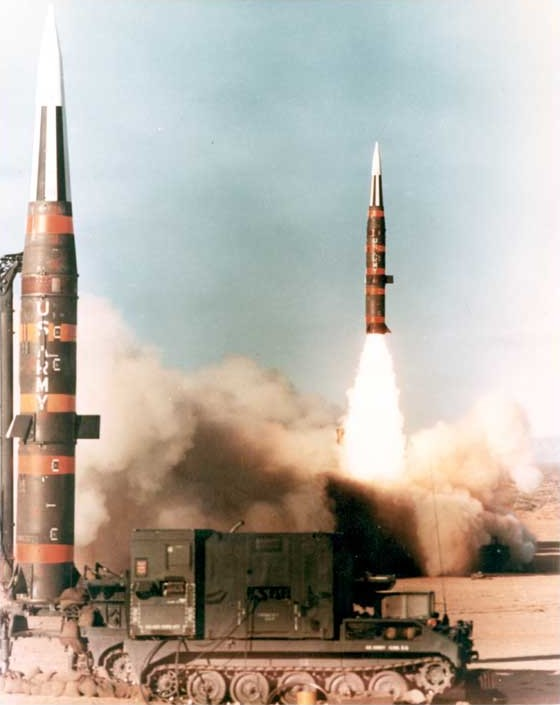
Tir d'un Pershing I (MGM-31A) en février 1966. Le deuxième missile sur son lanceur sera tiré peu après.

Sa conception date de 1956. Les premiers tests de tir ont été réalisés en 1960. Il a été distribué aux armées américaines en 1962 pour l'entraînement, avant d'être déployé en Allemagne de l'Ouest en juin 1964 sur quatre sections de véhicules lanceurs. Le Pershing I était haut de 10,5 mètres et 1,02 mètre de diamètre et pesait 4 655 kg. La phase propulsée durait 77 secondes au maximum pour une portée maximale de 740 km. La tête pouvait être de type conventionnelle ou nucléaire, dans ce cas, une ogive W50 de 400 kt. Outre l'US Army, deux escadres de la Luftwaffe en mettront en œuvre. 

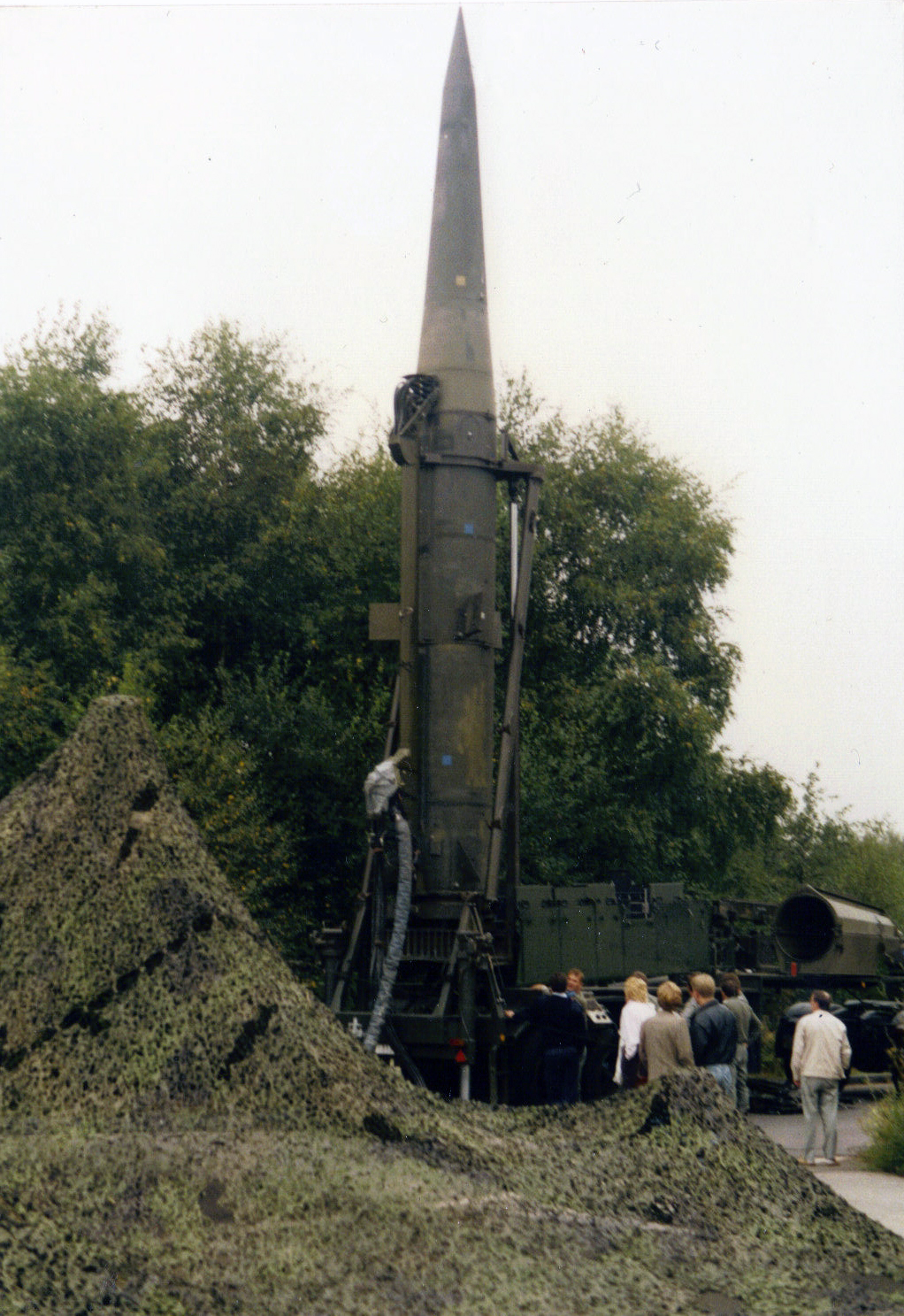
Missile Pershing 1a de la FKG 2 (escadre de missiles sol-sol) de l'Armée de l'air allemande en 1989. Les vecteurs sont nationaux mais l'ogive est alors américaine et le partage nucléaire est sous double clé. Toutes les armes nucléaires tactiques des États-Unis tirées depuis des lanceurs terrestres et navals ont été retirées du service en 1991.

En 1966 a été développé le Pershing Ia en tant que missile de réaction rapide, en bénéficiant d'un véhicule plate-forme de lancement plus rapide et d'un temps de déploiement plus court, ainsi que d'une électronique améliorée. Ces versions ont été déployées à partir de 1969 et en 1970, presque tous les Pershing I avaient été transformés en Pershing Ia. Près de 700 missiles Pershing I ont été construits, dont 108 ont été déployés en Europe.
Dans les années 1970, une version plus précise a été développée. C'est le Pershing II avec une ogive W85 d'une puissance variable de 5 à 50 kt montée dans une tête avec un guidage radar. Mais en réponse au déploiement des missiles SS-20 soviétiques, les exigences du Pershing II furent modifiées pour que sa portée soit augmentée à 1 400 km. Cela nécessita la mise en place de nouveaux moteurs-fusées, ainsi qu'un corps en kevlar plus léger. Bien que les dimensions restaient identiques aux anciens modèles pour rester compatible avec l'équipement terrestre existant, son poids passa à 7 490 kg et sa portée à 1 770 km.
Près de 380 Pershing II ont été fabriqués. Ils ont été déployés à partir du 23 novembre 1983 dans trois bases du Bade-Wurtemberg en Allemagne de l'Ouest dépendant de la 56th Field Artillery Brigade (devenue le 56th Field Artillery Command (en) le 17 janvier 1986) à partir de janvier 1984 jusqu'en 1991 malgré l'opposition de nombreux pacifistes. Chaque site comportait 36 missiles opérationnels soit 108 au total à partir de 1985.
François Mitterrand prononce le 22 janvier 1983, vingtième anniversaire du traité d'amitié franco-allemand, un important discours au Bundestag affirmant que les Pershing seront déployés. Lors d'un voyage officiel en Belgique, Mitterrand confirme sa position et le 13 octobre 1983 déclare : « Je suis moi aussi contre les euromissiles. Seulement, je constate des choses tout à fait simples. Dans le débat actuel, le pacifisme, et tout ce qui le recouvre, il est à l'Ouest ; et les euromissiles, ils sont à l'Est. Et je pense qu'il s'agit là d'un rapport inégal. » Il apporte ainsi un soutien clair de la France à la politique de fermeté de Ronald Reagan dans ce que l'on appelle la crise des euromissiles. Ceci évite à l'Europe – et en premier lieu l'Allemagne – de se trouver vassalisée par la menace de centaines de fusées soviétiques de moyenne portée SS-20 et contrainte de marchander son soutien économique à l'Union soviétique.

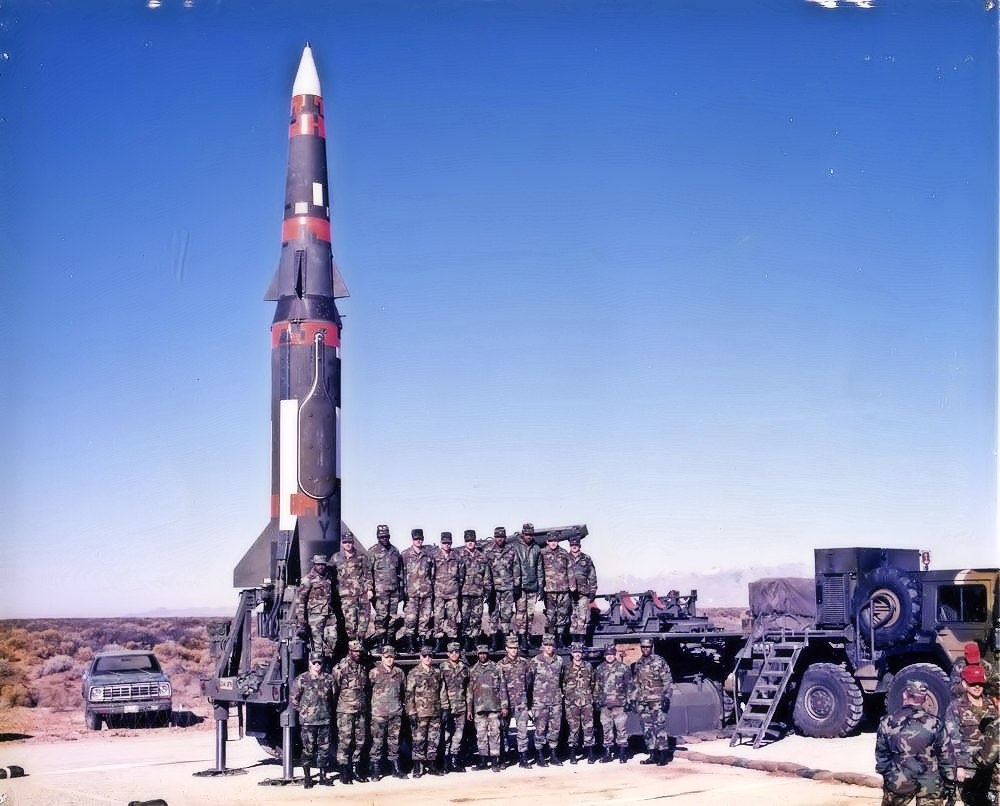
Un Pershing 1b au Polygone d'essais de missile de White Sands en 1986.

Une version monoétage du Pershing II nommée Pershing Ib est testée à partir de 1984. Destinée à remplacer les Pershing Ia ouest-allemands et ayant la même portée, elle ne sera pas déployée.
Les Pershing ont été démantelés à la suite du traité sur les forces nucléaires à portée intermédiaire américano-soviétique du 27 mai 1988 au Longhorn Army Ammunition Plant (en). Le dernier des 139 Pershing Ia américains l'étant le 6 juillet 1989.

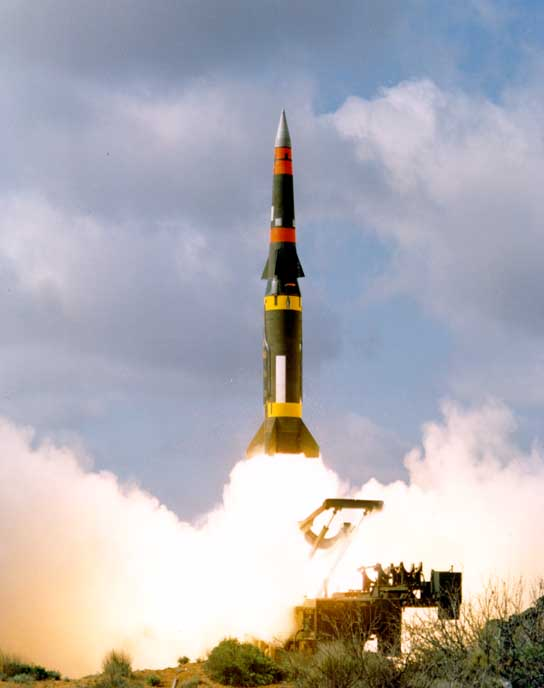
Tir d'un Pershing II.